# Neslihan Demir
Neslihan Demir-Güler dawniej Darnel (ur. 9 grudnia 1983 w Eskişehir) – turecka siatkarka, reprezentantka Turcji, grająca na pozycji atakującej. 
Podczas ceremonii otwarcia Igrzysk Olimpijskich 2012 w Londynie była chorążym reprezentacji Turcji.

## Życie prywatne
16 lipca 2006 wyszła za mąż, za Orkuna Darnela. W 2008 urodziła córkę Zeynep Penelope. W marcu 2013 para rozwiodła się. 20 czerwca 2014 ponownie wyszła za mąż za tureckiego aktora Kamila Gülera.

## Osiągnięcia klubowe
Liga turecka:
- 2004, 2005, 2012
- 2003, 2006, 2009, 2010, 2013
- 2011, 2014, 2015, 2016

Puchar Top Teams:
- 2004

Liga Mistrzyń:
- 2015
- 2007, 2017

Liga hiszpańska:
- 2007

Superpuchar Hiszpanii:
- 2008

Puchar Turcji:
- 2011, 2012

Superpuchar Turcji:
- 2011, 2012

Klubowe Mistrzostwa Świata:
- 2015, 2016

## Osiągnięcia reprezentacyjne
Mistrzostwa Europy:
- 2003
- 2011

Igrzyska Śródziemnomorskie:
- 2005
- 2009, 2013

Liga Europejska:
- 2009, 2011
- 2010

Grand Prix:
- 2012

## Nagrody indywidualne
- 2003: Najlepsza punktująca i serwująca fazy grupowej Ligi Mistrzyń
- 2004: MVP i najlepsza serwująca zawodniczka turnieju finałowego Pucharu Top Teams
- 2006: Najlepsza serwująca fazy grupowej Ligi Mistrzyń
- 2006: Najlepsza punktująca turnieju finałowego Ligi Mistrzyń
- 2006: Najlepsza punktująca Mistrzostw Świata
- 2007: Najlepsza punktująca turnieju Volley Masters Montreux
- 2009: MVP i najlepsza punktująca zawodniczka Ligi Europejskiej
- 2010: Najlepsza punktująca fazy grupowej Ligi Mistrzyń
- 2010: Najlepsza punktująca Ligi Europejskiej
- 2010: Najlepsza punktująca Mistrzostw Świata
- 2011: Najlepsza punktująca Mistrzostw Europy
- 2012: Najlepsza serwująca Grand Prix[4]
- 2014: Najlepsza atakująca turnieju finałowego Ligi Mistrzyń